# Real Instituto Elcano
El Real Instituto Elcano de Estudios Internacionales y Estratégicos es un centro de pensamiento y laboratorio de ideas creado en 2001 en España, cuyo objetivo, según sus estatutos, es «analizar la política internacional desde una perspectiva española, europea y global, además de servir como foro de diálogo y discusión». Con sede en Madrid, se constituyó bajo la presidencia de honor del Príncipe de Asturias el 27 de diciembre de dicho año, siendo su primer presidente Eduardo Serra Rexach y primer director Emilio Lamo de Espinosa.
El Patronato es el máximo órgano de gobierno, encargado de velar por el cumplimiento de los objetivos del Instituto y ejerce sus funciones en plenario o mediante una Comisión Ejecutiva delegada. Los restantes órganos de gobierno son el Consejo Asesor Empresarial y el Consejo Científico.

## Funciones
Presidido por José Juan Ruiz desde 2021 y dirigido por Charles Powell desde 2012, el trabajo del Instituto Elcano se organiza en ejes geográficos y temáticos.   
Los temáticos son: política exterior de España, energía y cambio climático, seguridad y defensa, economía europea e internacional, terrorismo internacional, imagen de España y opinión pública, lengua y cultura españolas, cooperación al desarrollo, demografía y migraciones internacionales. Los geográficos se centran en Europa, las relaciones transatlánticas, América Latina, Norte de África y Oriente Medio, Asia-Pacífico y África Subsahariana.
El Instituto cuenta con un equipo de investigadores y una red amplia de colaboradores y expertos asociados. La producción intelectual se plasma en publicaciones tales como Comentarios Elcano, ARIs, Documentos de Trabajo, Informes y Estudios, disponibles en la Web y el Blog Elcano. El Instituto participa en numerosas redes de pensamiento, laboratorio de ideas y proyectos internacionales; así mismo, realiza actividades públicas y privadas, entre las que se encuentran reuniones de sus grupos de trabajo, seminarios y conferencias.
Actualmente, el Instituto desarrolla una serie de proyectos adicionales, entre los que se encuentran el Índice Elcano de Presencia Global, el Barómetro del Real Instituto Elcano, el Observatorio Imagen de España (OIE) y la Red Iberoamericana de Estudios Internacionales (RIBEI).

## Sede
La sede del Real Instituto Elcano está en el n.º 51 de la Calle del Príncipe de Vergara de Madrid, en el distrito de Salamanca. El edificio fue proyectado en 1925 por Fernando de Escondrillas y Luis de Alburquerque y construido de 1925 a 1926 como palacete para Francisco Taviel de Andrade.
El Palacete es un edificio elegante del cual destacan sus balcones de madera, su decoración con azulejos en un estilo ecléctico y regionalista que resulta muy vistoso.